# Paraphyllina rubra
Paraphyllina rubra är en manetart som beskrevs av Neppi 1915. Paraphyllina rubra ingår i släktet Paraphyllina och familjen Paraphyllinidae. Inga underarter finns listade i Catalogue of Life.